# Lovely Planet (série de bandes dessinées)
Lovely Planet est une série de bande dessinée de Téhem, publiée aux éditions Glénat, qui parodie les guides de voyages Lonely Planet.

## Tomes
- Lovely Planet 1 (2005)
- Lovely Planet 2 (2009)

## Pays parodiés
- L'Australie, l'Austrapie
- La Chine, la Tchine
- Le Japon, le Yapon
- Le Tibet, le Tibestan
- La Suède et la Scandinavie, la Suédinavie
- La Transylvanie, la Grande Sylvanie
- Les Îles Galápagos, les Îles Salgos
- Les Îles Maldives, les Îles Maladives
- L'Île de La Réunion, l'Île de la Reyon
- L'Île d'Ibiza, l'Île d'Ibizou
- Le Kazakhstan, le Nonobstant

## Crossover
Brett Mac Ewan apparaît en tant que guide (catastrophique !) dans les tomes 3 à 6 de la série Zap Collège, également réalisée par Téhem.